# Josep Enric d'Ors i Rovira
Josep Enric d'Ors i Rovira (Barcelona, 12 de maig de 1883 - El Caire, Egipte, desembre de 1931) fou un escriptor i traductor català.

## Biografia
Va néixer al carrer Comtal de Barcelona, fill del metge Josep d'Ors i Rosal (*-1923), natural de Sabadell, i de Cèlia Rovira Garcia (1855-1896), natural de Manzanillo. Fou germà de l'escriptor i filòsof Eugeni d'Ors i Rovira (1881-1954). Cèlia Rovira morí de tuberculosi el 26 de gener de 1896.
Treballà per a diverses publicacions periòdiques, sobre tot a El Poble Català. Participà en la traducció d'Èdip Rei junt amb altres escriptors, i ell s'encarregà del tercer acte.

## Traduccions
- Sòfocles. Edip rei. Carles Capdevila i Recasens, Eugeni d'Ors i Rovira, Josep Enric d'Ors i Rovira. Jaume Pahissa i Jo, i Xavier Viura i Rius. Barcelona, B. Baxarias. 1909.